# Мезиновац
Мезиновац је насељено мјесто у Лици, у општини Перушић, у Личко-сењској жупанији, Република Хрватска.

## Географија
Мезиновац се налази око 4 км сјеверозападно од Перушића.

## Историја
До територијалне реорганизације у Хрватској насеље се налазило у саставу бивше велике општине Госпић.

## Становништво
Према попису из 1991. године, насеље Мезиновац је имало 64 становника. Према попису становништва из 2001. године, Мезиновац је имао 40 становника. Мезиновац је према попису из 2011. године имао 24 становника.
| Демографија | Демографија | Демографија |
| Година      | Становника  | Становника  |
| ----------- | ----------- | ----------- |
| 1961.       | 161         |             |
| 1971.       | 115         |             |
| 1981.       | 88          |             |
| 1991.       | 64          |             |
| 2001.       | 40          |             |
| 2011.       |             | 24          |